# Șumnatița, Kărdjali
Șumnatița (în bulgară Шумнатица) este un sat în comuna Kirkovo, regiunea Kărdjali,  Bulgaria. 

## Demografie
Componența etnică a satului Șumnatița
     Bulgari (95,99%)
     Nicio identificare (4%)
     Altele (0%)
La recensământul din 2011, populația satului Șumnatița era de 474 locuitori. Din punct de vedere etnic, majoritatea locuitorilor (95,99%) erau bulgari. Pentru 4% din locuitori nu este cunoscută apartenența etnică.